# مدرسة المشاغبين (فلم)
مدرسة المشاغبين فيلم مصري كوميدي، أنتج عام 1973 من بطولة ميرفت أمين، ونور الشريف وعبد المنعم مدبولي.
قصة الفيلم مأخوذة من الدراما البريطانية (إلى المعلم مع الحب )

## قصة
تدور أحداثه حول خمسة من الطلبة المشاغبين يجمعهم فصل واحد داخل المدرسة حيث لا يستطيع المدير السيطرة على هولاء الطلبة. وهم يظهرون تفوقهم عليه في عدة مواقف، فيبعث مدير المنطقة بامرأة معلمة كي تهذب الأولاد، فيعبث معها الأشقياء في أول الأمر ولكن المعلمة لا تكل، وتحاول عدة محاولات لتهذيب الأولاد بل وتستطيع في النهاية أن تسيطر على مجريات الأمور وعلى الأولاد.
جدير بالذكر تحولت المسرحية إلى فيلم لم يلاق نفس نجاح المسرحية، وذلك نظرا لاعتماده على نفس الأدوار بدون تغيير في الشخصيات أو في منطلقاتها، بالإضافة إلى عرضه في وقت تزامن مع عرض المسرحية على التليفزيون المصري.

## البطولة
- نور الشريف: بهجت الأباصيري
- ميرفت أمين: المدرسة عفاف
- عبد المنعم مدبولي: الناظر عبد المعطي
- يوسف فخر الدين: أحمد محمد الشاعر
- محمد عوض: مرسي الزناتي
- جورج سيدهم: منصور عبد المعطي
- سيد زيان: لطفي عبد الوهاب
- سمير غانم: علام الملواني
- زكريا موافي: جابر فراش المدرسة
- توفيق الدقن: عبد الوهاب ابولطفي
- محمد رضا: المعلم الزناتي ابومرسي
- أمل إبراهيم: اخت الزناتي
- سلامة إلياس: مراد الأباصيري والد بهجت
- أبو الفتوح عمارة:القهوجي
- هدى زكي
- منصور الجوهري

## روابط خارجية
- مقالات تستعمل روابط فنية بلا صلة مع ويكي بيانات